# Ле-Леле
Ле-Леле́ (фр. Le Leslay, брет. Al Leslae) — коммуна во Франции, находится в регионе Бретань. Департамент — Кот-д’Армор. Входит в состав кантона Плело. Округ коммуны — Сен-Бриё.
Код INSEE коммуны — 22126.

## География
Коммуна расположена приблизительно в 400 км к западу от Парижа, в 105 км западнее Ренна, в 18 км к юго-западу от Сен-Бриё.

## Население
Население коммуны на 2016 год составляло 158 человек.
| 1962 | 1968 | 1975 | 1982 | 1990 | 1999 | 2008 | 2016 |
| ---- | ---- | ---- | ---- | ---- | ---- | ---- | ---- |
| 128  | 134  | 128  | 118  | 112  | 113  | 125  | 158  |

## Администрация
| Период | Период | Фамилия       | Партия                              | Примечания |
| ------ | ------ | ------------- | ----------------------------------- | ---------- |
| 2001   | 2008   | Жан Эрве      |                                     |            |
| 2008   |        | Стефан Оливье | Французская коммунистическая партия |            |

## Экономика
В 2007 году среди 74 человек в трудоспособном возрасте (15—64 лет) 65 были экономически активными, 9 — неактивными (показатель активности — 87,8 %, в 1999 году было 83,6 %). Из 65 активных работали 64 человека (35 мужчин и 29 женщин), безработной была 1 женщина. Среди 9 неактивных 6 человек были учениками или студентами, 1 — пенсионером, 2 были неактивными по другим причинам.

## Достопримечательности
- Усадьба Бомануар (XV век). Исторический памятник с 1990 года[3]

## Фотогалерея

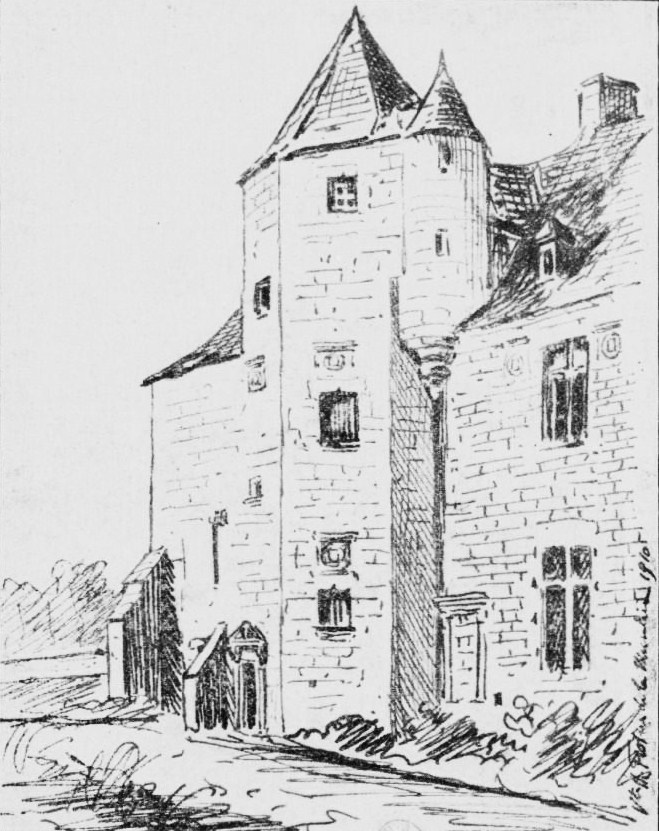
Усадьба Бомануар
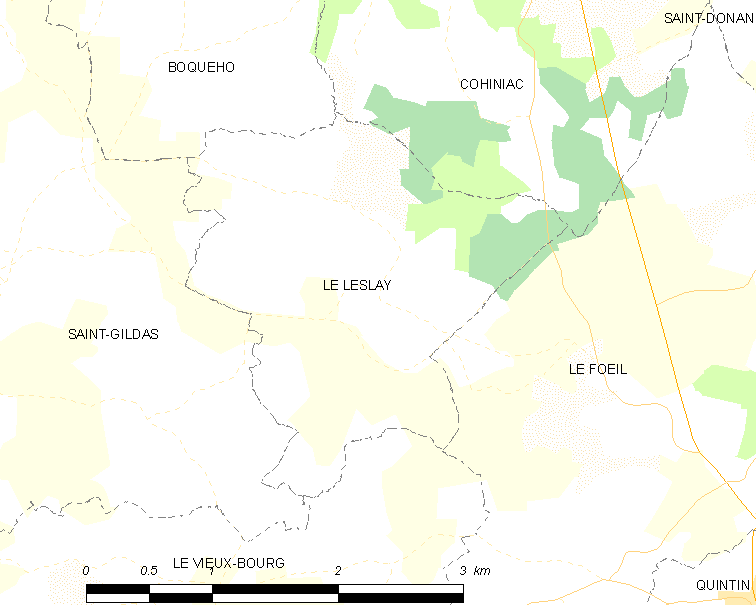
Карта коммуны